# Open de Nice Côte d'Azur 2015 - Qualificazioni singolare
Le qualificazioni del singolare  dell'Open de Nice Côte d'Azur 2015 sono state un torneo di tennis preliminare per accedere alla fase finale della manifestazione. I vincitori dell'ultimo turno sono entrati di diritto nel tabellone principale. In caso di ritiro di uno o più giocatori aventi diritto a questi sono subentrati i lucky loser, ossia i giocatori che hanno perso nell'ultimo turno ma che avevano una classifica più alta rispetto agli altri partecipanti che avevano comunque perso nel turno finale.

## Teste di serie
1. Samuel Groth (qualificato)
2. Ruben Bemelmans (qualificato)
3. Gianni Mina (qualificato)
4. Ante Pavić (ultimo turno)

1. Frances Tiafoe (ultimo turno, Lucky loser)
2. Quentin Halys (ultimo turno, ritirato, Lucky loser)
3. Fabrice Martin (secondo turno)
4. Bastian Trinker (secondo turno)

## Qualificati
1. Samuel Groth
2. Ruben Bemelmans

1. Gianni Mina
2. Michael Venus

### Lucky loser
1. Frances Tiafoe

1. Quentin Halys

## Tabellone qualificazioni

### Legenda
| - Q = Qualificato - WC = Wild card - LL = Lucky loser | - ALT = Alternate - SE = Special Exempt - PR = Protected Ranking | - w/o = Walkover - r = Ritirato - d = Squalificato |

### Sezione 1
|  | Primo turno | Primo turno      | Primo turno      | Primo turno      | Primo turno |  |  | Secondo turno | Secondo turno   | Secondo turno   | Secondo turno | Secondo turno |               |  | Ultimo turno | Ultimo turno | Ultimo turno | Ultimo turno | Ultimo turno |  |
|  |             |                  |                  |                  |             |  |  |               |                 |                 |               |               |               |  |              |              |              |              |              |  |
|  |             |                  |                  |                  |             |  |  |               |                 |                 |               |               |               |  |              |              |              |              |              |  |
|  |             |                  |                  |                  |             |  |  | 1             | Samuel Groth    | Samuel Groth    | 7             | 6             |               |  |              |              |              |              |              |  |
|  |             | Maxime Teixeira  | Maxime Teixeira  | 6                | 6           |  |  |               | Maxime Teixeira | Maxime Teixeira | 63            | 2             |               |  |              |              |              |              |              |  |
|  | WC          | Alexandre Massa  | Alexandre Massa  | 3                | 3           |  |  |               |                 |                 |               |               |               |  | 1            | Samuel Groth | Samuel Groth | Samuel Groth | w/o          |  |
|  |             | Guillermo Durán  | Guillermo Durán  | Guillermo Durán  | w/o         |  |  |               |                 | 6               | Quentin Halys | Quentin Halys | Quentin Halys |  |              |              |              |              |              |  |
|  | WC          | Aleksandr Bublik | Aleksandr Bublik | Aleksandr Bublik |             |  |  |               | Guillermo Durán | Guillermo Durán | 4             | 63            |               |  |              |              |              |              |              |  |
|  |             |                  |                  |                  |             |  |  | 6             | Quentin Halys   | Quentin Halys   | 6             | 7             |               |  |              |              |              |              |              |  |
|  |             |                  |                  |                  |             |  |  |               |                 |                 |               |               |               |  |              |              |              |              |              |  |

### Sezione 2
|  | Primo turno | Primo turno     | Primo turno     | Primo turno | Primo turno |  |  | Secondo turno | Secondo turno   | Secondo turno   | Secondo turno  | Secondo turno  |   |   | Ultimo turno | Ultimo turno    | Ultimo turno    | Ultimo turno | Ultimo turno |  |
|  |             |                 |                 |             |             |  |  |               |                 |                 |                |                |   |   |              |                 |                 |              |              |  |
|  |             |                 |                 |             |             |  |  |               |                 |                 |                |                |   |   |              |                 |                 |              |              |  |
|  |             |                 |                 |             |             |  |  | 2             | Ruben Bemelmans | 7               | 6(0)           | 7              |   |   |              |                 |                 |              |              |  |
|  |             | Marcus Daniell  | Marcus Daniell  | 0           | 2           |  |  |               | Yannik Reuter   | 67              | 7              | 5              |   |   |              |                 |                 |              |              |  |
|  |             | Yannik Reuter   | Yannik Reuter   | 6           | 6           |  |  |               |                 |                 |                |                |   |   | 2            | Ruben Bemelmans | Ruben Bemelmans | 6            | 6            |  |
|  | WC          | Gabriel Petit   | Gabriel Petit   | 2           | 4           |  |  |               |                 | 5               | Frances Tiafoe | Frances Tiafoe | 3 | 3 |              |                 |                 |              |              |  |
|  |             | Daniil Medvedev | Daniil Medvedev | 6           | 6           |  |  |               | Daniil Medvedev | Daniil Medvedev | 3              | 2              |   |   |              |                 |                 |              |              |  |
|  |             |                 |                 |             |             |  |  | 5             | Frances Tiafoe  | Frances Tiafoe  | 6              | 6              |   |   |              |                 |                 |              |              |  |
|  |             |                 |                 |             |             |  |  |               |                 |                 |                |                |   |   |              |                 |                 |              |              |  |

### Sezione 3
|  | Primo turno | Primo turno       | Primo turno | Primo turno | Primo turno |  |  | Secondo turno | Secondo turno     | Secondo turno     | Secondo turno     | Secondo turno |   |   | Ultimo turno | Ultimo turno | Ultimo turno | Ultimo turno | Ultimo turno |  |
|  |             |                   |             |             |             |  |  |               |                   |                   |                   |               |   |   |              |              |              |              |              |  |
|  |             |                   |             |             |             |  |  |               |                   |                   |                   |               |   |   |              |              |              |              |              |  |
|  |             |                   |             |             |             |  |  | 3             | Gianni Mina       | 2                 | 6                 | 6             |   |   |              |              |              |              |              |  |
|  |             | André Sá          | André Sá    | 0           | 1           |  |  |               | Mate Pavić        | 6                 | 3                 | 3             |   |   |              |              |              |              |              |  |
|  |             | Mate Pavić        | Mate Pavić  | 6           | 6           |  |  |               |                   |                   |                   |               |   |   | 3            | Gianni Mina  | 4            | 6            | 6            |  |
|  |             | Wang Chieh-fu     | 1           | 7           | 2           |  |  |               |                   |                   | Philipp Davydenko | 6             | 4 | 3 |              |              |              |              |              |  |
|  |             | Philipp Davydenko | 6           | 65          | 6           |  |  |               | Philipp Davydenko | Philipp Davydenko | 7                 | 7             |   |   |              |              |              |              |              |  |
|  |             |                   |             |             |             |  |  | 8             | Bastian Trinker   | Bastian Trinker   | 67                | 65            |   |   |              |              |              |              |              |  |
|  |             |                   |             |             |             |  |  |               |                   |                   |                   |               |   |   |              |              |              |              |              |  |

### Sezione 4
|  | Primo turno | Primo turno    | Primo turno  | Primo turno | Primo turno |  |  | Secondo turno | Secondo turno  | Secondo turno  | Secondo turno | Secondo turno |   |   | Ultimo turno | Ultimo turno | Ultimo turno | Ultimo turno | Ultimo turno |  |
|  |             |                |              |             |             |  |  |               |                |                |               |               |   |   |              |              |              |              |              |  |
|  |             |                |              |             |             |  |  |               |                |                |               |               |   |   |              |              |              |              |              |  |
|  |             |                |              |             |             |  |  | 4             | Ante Pavić     | Ante Pavić     | 6             | 6             |   |   |              |              |              |              |              |  |
|  | WC          | Louis Tessa    | Louis Tessa  | 3           | 4           |  |  |               | Eric Butorac   | Eric Butorac   | 2             | 2             |   |   |              |              |              |              |              |  |
|  |             | Eric Butorac   | Eric Butorac | 6           | 6           |  |  |               |                |                |               |               |   |   | 4            | Ante Pavić   | 6            | 65           | 4            |  |
|  |             | Michael Venus  | 6            | 3           | 6           |  |  |               |                |                | Michael Venus | 3             | 7 | 6 |              |              |              |              |              |  |
|  |             | Gianluca Mager | 4            | 6           | 3           |  |  |               | Michael Venus  | Michael Venus  | 6             | 7             |   |   |              |              |              |              |              |  |
|  |             |                |              |             |             |  |  | 7             | Fabrice Martin | Fabrice Martin | 3             | 5             |   |   |              |              |              |              |              |  |
|  |             |                |              |             |             |  |  |               |                |                |               |               |   |   |              |              |              |              |              |  |